# كأس تونس 2012–13
كأس تونس لكرة القدم 2012-2013 هو الموسم رقم 56 منذ الاستقلال وال81 منذ إنشائه من كأس تونس لكرة القدم. فاز بهذا الموسم النادي الرياضي البنزرتي، وجاء ثانيا المستقبل الرياضي بالمرسى.
لم يكن من المتوقع أن تتم هذه المسابقة بشكل طبيعي خلال هذا الموسم، بسبب تأجيل مراحل خروج المغلوب في كأس تونس لكرة القدم 2011-2012. كان الاتحاد التونسي لكرة القدم قد حدد موعدا لكأس الاتحاد لملء الجدول الزمني للفرق غير المؤهلة للعب في نهاية المرحلة الأولى من البطولة. لكن بالنظر إلى عدم اهتمام معظم الأندية بالمنافسة، فإنها تتحول إلى كأس تونس. لكن الأندية المؤهلة في مباريات البطولة تحرم من هذه الكأس.

## المباريات

### الدور الثاني
| التاريخ      | فريق 1                      | فريق 2                   | النتيجة 90' | أشواطإضافية | ركلات ترجيح |
| ------------ | --------------------------- | ------------------------ | ----------- | ----------- | ----------- |
| 10 مايو 2013 | النادي الرياضي لحمام الأنف  | القوافل الرياضية بقفصة   | 1 - 1       | 1 - 1       | 5 - 4       |
| 16 مايو 2013 | الاتحاد الرياضي المنستيري   | أولمبيك الكاف            | 5 - 0       |             |             |
| 16 مايو 2013 | المستقبل الرياضي بالمرسى    | الترجي الرياضي الجرجيسي  | 1 - 0       |             |             |
| 16 مايو 2013 | الشبيبة الرياضية القيروانية | الملعب القابسي           | 2 - 1       |             |             |
| 23 مايو 2013 | النادي الرياضي البنزرتي     | الأمل الرياضي بحمام سوسة | 1 - 0       |             |             |
| 30 مايو 2013 | الملعب التونسي              | الأولمبي الباجي          | 2 - 1       |             |             |

### دور الـ16
| التاريخ      | فريق 1                        | فريق 2                     | النتيجة 90' | أشواطإضافية | ركلات ترجيح |
| ------------ | ----------------------------- | -------------------------- | ----------- | ----------- | ----------- |
| 29 مايو 2013 | المستقبل الرياضي بالمرسى      | أولمبيك سيدي بوزيد         | 5 - 2       |             |             |
| 2 يونيو 2013 | الاتحاد الرياضي المنستيري     | النادي الأولمبي للنقل      | 2 - 0       |             |             |
| 2 يونيو 2013 | الشبيبة الرياضية القيروانية   | جندوبة الرياضية            | _           | _           | _           |
| 4 يونيو 2013 | الملعب الأفريقي بمنزل بورقيبة | الملعب التونسي             | 0 - 2       |             |             |
| 5 يونيو 2013 | المستقبل الرياضي بالمحمدية    | الاتحاد الرياضي ببوسالم    | 0 - 2       |             |             |
| 5 يونيو 2013 | الأهلي الماطري                | النادي الرياضي الهلالي     | 0 - 3       |             |             |
| 5 يونيو 2013 | الاتحاد الرياضي بسبيطلة       | مولودية منوبة              | 1 - 1       | 1 - 1       | 4 - 2       |
| 6 يونيو 2013 | النادي الرياضي البنزرتي       | النادي الرياضي لحمام الأنف | 2 - 0       |             |             |

### الربع النهائي
| التاريخ      | فريق 1                   | فريق 2                      | النتيجة 90' | أشواطإضافية | ركلات ترجيح |
| ------------ | ------------------------ | --------------------------- | ----------- | ----------- | ----------- |
| 9 يونيو 2013 | الاتحاد الرياضي بسبيطلة  | جندوبة الرياضية             | 0 - 0       | 1 - 1       | 4 - 2       |
| 9 يونيو 2013 | المستقبل الرياضي بالمرسى | النادي الرياضي الهلالي      | 3 - 1       |             |             |
| 9 يونيو 2013 | النادي الرياضي البنزرتي  | الاتحاد الرياضي المنستيري   | 1 - 1       | 1 - 1       | 3 - 2       |
| 9 يونيو 2013 | الاتحاد الرياضي ببوسالم  | الشبيبة الرياضية القيروانية | 0 - 0       | 0 - 1       |             |

### النصف النهائي
| التاريخ       | فريق 1                   | فريق 2                      | النتيجة 90' | أشواطإضافية | ركلات ترجيح |
| ------------- | ------------------------ | --------------------------- | ----------- | ----------- | ----------- |
| 12 يونيو 2013 | النادي الرياضي البنزرتي  | الاتحاد الرياضي بسبيطلة     | 4 - 0       |             |             |
| 12 يونيو 2013 | المستقبل الرياضي بالمرسى | الشبيبة الرياضية القيروانية | 3 - 1       |             |             |

### النهائي
| التاريخ       | فريق 1                  | فريق 2                   | النتيجة 90' | أشواطإضافية | ركلات ترجيح |
| ------------- | ----------------------- | ------------------------ | ----------- | ----------- | ----------- |
| 15 يونيو 2013 | النادي الرياضي البنزرتي | المستقبل الرياضي بالمرسى | 2 - 1       |             |             |